# Hideyo Amamoto
Hideyo Amamoto (天本 英世 Amamoto Hideyo?, n. 2 ianuarie 1926, Wakamatsu-ku⁠(d), Prefectura Fukuoka, Japonia – d. 23 martie 2003) a fost un actor de film japonez.

## Biografie
Amamoto era originar din arondismentul Wakamatsu al municipiului Kitakyūshū și a devenit cunoscut pentru interpretarea dr. Shinigami din seria originală Kamen Rider, ca și a multor alte personaje din filmele tokusatsu și din seria Godzilla. Amamoto a folosit, de asemenea, pseudonimul Eisei Amamoto în cea mai mare parte a carierei sale, Eisei fiind o citire eronată în kanji a numelui său real, Hideyo. 
A jucat în travesti rolul unei vrăjitoare bătrâne în filmul Daitozoku (1963) și a devenit un membru obișnuit al distribuției filmelor regizate de Kihachi Okamoto. A realizat o interpretare teatrală apreciată în Satsujin kyo jidai (1967) și un rol secundar colorat în Akage (1969).
Hideyo Amamoto a murit la 23 martie 2003 în urma unei complicații cauzate de pneumonie, la vârsta de 77 de ani.

## Filmografie selectivă

### Anii 1950
- Nijushi no hitomi (1954) - tatăl lui Hisako
- The Garden of Women (1954) - profesorul (necreditat)
- Twenty-Four Eyes (1954) - Ôishi Sensei no Otto
- Ai wa furu hoshi no kanata ni (1956) - Chen LongCheng
- Yûwaku (1957) - Kyôzô Ikegami
- Kunin no shikeishû (1957) - Takao Nakamura
- Yatsu ga satsujinsha da (1958)
- Mikkokusha wa dare ka (1958) - Nakao
- Jinsei gekijô - Seishun hen (1958)
- Ankokugai no kaoyaku (1959)
- Songoku: The Road to the West (1959)
- Aru kengo no shogai (1959)
- Seishun o kakero (1959) - Senzaka
- The Birth of Japan (1959) - spectator la Dansul Zeilor

### Anii 1960
- Ankokugai no taiketsu (1960) - Ichino
- Kunisada Chuji (1960) - Tomimatsu[6]
- Denso Ningen (1960) - ajutorul lui Onishi
- Dâisan hâtobanô kêtto (1960)
- Otoko tai otoko (1960) - ucigașul[7]
- Dokuritsu gurentai nishi-e (1960)
- Osaka jo monogatari (1961) - translatorul[8]
- Ankokugai no dankon (1961)
- Yojimbo (1961) - Yahachi[9]
- Honkon no yoru (1961)
- Kurenai no umi (aka Blood on the Sea) (1961)[10]
- Shinko no otoko (1961)
- Gorath (1962) - bețivul
- Kurenai no sora (1962)
- Dobunezumi sakusen (1962)
- Chūshingura: Hana no Maki, Yuki no Maki (1962) - Takano din Chunagon
- Ankokugai no kiba (1962)
- Sengoku Yaro (1963)
- Matango (1963) - Skulking Transitional Matango
- Kokusai himitsu keisatsu—Shirei 8 go (aka Interpol Code 8) (1963) (notă: primul din cele cinci filme ale seriei „Kokusai himitsu keisatsu”) - Shû[11]
- Hiken (1963)[11]
- Daitozoku (1963) - vrăjitoarea Granny[12][13]
- Eburi manshi no yuga-na seikatsu (1963)[14]
- Atragon (1963) - marele preot din Mu
- Aa bakudan (1964) - Tetsu[15]
- Dogara, the Space Monster (1964) - Maki the Safecracker[9][16]
- Ware hitotsubu no mugi naredo (1964)
- Ghidorah, the Three-Headed Monster (1964)[9] - slujitorul prințesei Salno
- Kwaidan (1964) (segmentul „Chawan no naka”)[9]
- Samurai (1965) - Matazaburo Hagiwara[17]
- Chi to suna (1965) - Shiga[18]
- Kokusai himitsu keisatsu: Kagi no kagi (1965) - Numaguchi, gangsterul dresor de șerpi
- Gohiki no shinshi (1966)
- Abare Goemon (1966) - Heiroku[19]
- Dai-bosatsu toge (1966) - lordul Shuzen Kamio[20]
- Kiganjo no boken (1966) - Granny, vrăjitoarea bătrână[21]
- Tenamonya Tokaido (1966)
- Ebirah, Horror of the Deep (1966) - ofițerul naval Red Bamboo[9][22]
- Satsujin kyo jidai (1967) - Shogo Mizorogi[23]
- Kokusai himitsu keisatsu: Zettai zetsumei (1967) - primul ucigaș
- Sasaki Kojiro (1967)[24]
- King Kong evadează (1967)[9] - dr. Who
- Nihon no ichiban nagai hi (1967) - cpt. Takeo Sasaki
- Ultra Q (1967, serial TV, episodul „Open the Door!”) - Kenji Tomono, bătrânul misterios
- Dorifutazu desu yo! Zenshin zenshin matazenshin (1967)
- Za taigasu: Sekai wa bokura o matteiru (1968) - Heraclues
- Kiru (1968) - Gendayu Shimada
- Nikudan (1968) - tatăl lui Him
- Konto55go—Seiki no Daijakuten (1968) - Sawada[25]
- Kureejii Mekishiko dai sakusen (aka Mexican Free-for-All) (1968)[26]
- Mighty Jack (1968)[9][27]
- Akage (1969) - dr. Gensai[5]
- Portrait of Hell (1969)
- All Monsters Attack (1969) - consultantul Shinpei Inami[9][28]

### Anii 1970
- Kureji no nagurikomi Shimizu Minato (1970)
- Gekido no showashi 'Gunbatsu' (1970) - prof. Fuyuki (necreditat)[29]
- Bakuchi-uchi: Inochi-huda (1971)
- Kamen Rider (1971-1972, serial TV) - dr. Shinigami / Ikadevil
- Return of Ultraman (1971, serial TV)
- Gekido no showashi: Okinawa kessen (1971)- ofițerul regional din Okinawa[30]
- Shussho iwai (aka Lupii) (1971)[31]
- Kamen Rider vs. Shocker (1972) - dr. Shinigami
- Henshin Ninja arashi (ja 変身忍者_嵐#映画作品?) (1972, serial TV) - Satan
- Kamen Rider V3 (1973, serial TV) - dr. Shinigami
- Rupan Sansei: Nenriki chin sakusen (1974) - asasinul de la orfelinat
- Ultraman Leo (1974, serial TV) - Dodole / Alien Sarin
- Tokkan (1975)
- Kaiketsu Zubat (1977, serial TV, ep. 1.2)
- Chiisana supaman Ganbaron (1977, serial TV)
- Goranger Versus JAKQ (1978) - gen. Sahara
- Mesaj din spațiu (1978) - Mother Dark
- Buru Kurisumasu (1978)

### Anii 1980
- Misuta, Misesu, Misu Ronri (1980) - Ryuichi Shimomura
- Seiun Kamen Machineman (1984, serial TV) - prof. K
- Saraba hakobune (1984) - fabricant de chei
- Mahjong horoki (1984) - Hachimaki
- Jigoku no banken: akai megane (1987) - Moongaze Ginji
- Kaitô Ruby (1988)
- Bungakusho satsujin jiken: Oinaru jyoso (1989)

### Anii 1990
- Hong Kong Paradise (1990)
- Ronin-gai (1990) - judecătorul de biwa
- Youkai tengoku: Ghost Hero (1990)
- Daiyukai (1991) - Kushida[32]
- Kamitsukitai/Dorakiyura yori ai-0 (1991) - slujitorul
- The Female Warriors (1991)
- Shorishatachi (1992)
- Za kakuto oh (1993)
- Street Fighter II: The Movie (1994) - maestrul lui Ken și Ryu (voce)[33] (numit ulterior în cadrul seriei ca Goken)
- Edogawa Rampo gekijo: Oshie to tabisuru otoko (1994)
- Weather Woman (1995)
- Eko eko azaraku II (1996) - Master of Saiga
- Otenki-oneesan (1996) -președintele Shimamori
- Moon Spiral (1996, serial TV) - Tōru[34]
- Mikeneko hoomuzu no tasogare hoteru (1998) - Akaishi
- Efu (1998)

### Anii 2000
- Keizoku/eiga (2000)
- Sweet Sweet Ghost (2000) - Yasuri
- Hakata Movie: Chinchiromai (2000) - Zeul Computer
- Sebunzu feisu (2000) - Katsuda
- Oshikiri (2000)
- Godzilla, Mothra and King Ghidorah: Giant Monsters All-Out Attack (2001) - prof. Hirotoshi Isayama Profetul (ultimul rol în film)
- Kamen Rider The First (2005) - dr. Shinigami (imagini de arhivă, dublat de Eiji Maruyama)
- ??? (2009) – Master Li (imagini de arhivă)

## Legături externe
- Hideyo (Eisei) Amamoto la Internet Movie Database
- Hideyo (Eisei) Amamoto pe Japanese Movie Database
- Hideyo Amamoto la Find a Grave